# Face to Face vs. Dropkick Murphys
Face to Face vs. Dropkick Murphys is een split-ep van de Amerikaanse punkband Face to Face en de Celtic punk-band Dropkick Murphys, een Amerikaanse band met Ierse wortels. Het album werd op 12 februari 2002 uitgegeven door het label Vagrant Records.
Het nummer "Fight or Flight" van Face to Face verscheen later op het studioalbum How to Ruin Everything, dat op 9 april dat jaar uitkwam. De andere twee nummers van de band zijn exclusief op dit album te horen.
Het nummer "The Dirty Glass (Darcy's Revenge)" van Dropkick Murphys werd heropgenomen voor het studioalbum Blackout. De andere twee nummers van de band verschenen op het verzamelalbum Singles Collection, Volume 2.

## Nummers
1. "Fight or Flight" (Face to Face) - 3:10
2. "Road of the Righteous" (Face to Face) - 2:45
3. "Wasted Life" (Face to Face) - 3:10
4. "The Dirty Glass (Darcy's Revenge)" (Dropkick Murphys) - 3:40
5. "Fortunate Son" (Dropkick Murphys) - 2:41
6. "21 Guitar Salute" (Dropkick Murphys) - 2:42